# Typhon Phanfone
Pour les articles homonymes, voir Cyclone tropical Phanfone.
Le typhon Phanfone, connu aux Philippines sous le nom de typhon Ursula, est la vingt-neuvième et dernière tempête nommée de la saison cyclonique 2019 dans l'océan Pacifique nord-ouest. Ce cyclone tropical relativement puissant et meurtrier a traversé les Philippines la veille de Noël et le jour de Noël en 2019, le premier typhon à le faire depuis Nock-ten en 2016.
Phanfone s'est développé à partir d'une dépression d'altitude près des îles Carolines et qui s'est progressivement organisée en une dépression tropicale le 19 décembre. Se déplaçant vers le nord-ouest, le système s'est intensifié en une tempête tropicale le 22 décembre et a atteint la zone de responsabilité des Philippines le jour suivant alors qu'il continuait à gagner en force. Le système est devenu un typhon peu de temps avant de toucher un côte pour la première fois dans la région des Visayas orientales la veille de Noël. Continuant son intensification jusqu'au jour de Noël, malgré le fait qu'il ait touché plusieurs îles centrales des Philippines, il a culminé à des vents soutenus sur 10 minutes de 150 km/h (195 km/h sur une minute) et une pression centrale tombant à 970 hPa. Phanfone a maintenu cette intensité lusieurs heures alors qu'il quittait la masse continentale des Philippines avant que des conditions défavorables ne l'entraînent à se détériorer rapidement et à se dissiper au-dessus de la mer de Chine méridionale.
Le typhon a traversé le centre des Philippines quelques semaines après le plus puissant typhon Kammuri sur une trajectoire assez similaire à celle de Haiyan en 2013. Phanfone a causé des destructions dans les régions des Visayas orientales, des Visayas occidentales et de Mimaropa, faisant 50 morts, 55 disparus et plus de 300 blessés, ainsi que des dommages estimés à 67,2 millions,.
À cause des dommages et pertes de vie, le nom Phanfone a été retiré  par l'Organisation météorologique mondiale et remplacé par Nokaen dans listes futures de noms de cyclones tropicaux